# Сторожев Дмитро Андріанович
Дмитро Андріянович Сторожев (25 серпня 1922, Поляне — пом. 2009) — передовик радянського сільського господарства, голова агрофірми — колгоспу імені Кірова С. М. Балашихинского району Московської області. Герой Соціалістичної Праці (1991).

## Біографія
Народився 25 серпня 1922 року в селі Поляне (нині Тростянецького району Сумської області, Україна) в сім'ї селянина. Росіянин. Після смерті батька в 1933 році з матір'ю переїхав у місто Краматорськ Донецької області. Закінчив 7 класів. Працював на будівництві Краматорського заводу важкого машинобудування.

### На фронтах Великої Вітчизняної війни
У Червоній Армії з 18 серпня 1941 року. Служив командиром відділення в окремому мотострілецькому дивізіоні особливого призначення, брав участь в охороні Москви від диверсантів, в історичному параді на Червоній площі 7 листопада 1941 року. У 1942 році закінчив офіцерські курси і брав участь у Сталінградській битві. Член ВКП(б)/КПРС з 1942 року. Надалі воював командиром взводу і роти охорони військ «Смерш» на Північно — Кавказькому фронті, Окремої Приморської армії, на 2-му і 3-му Українських фронтах. Незважаючи на специфіку служби, доводилося брати участь в боях за звільнення Кавказу, Криму, Румунії, Угорщини, міста Будапешт. В березні 1945 року в боях в районі міста Естергом був поранений, і День Перемоги зустрів у госпіталі.

### Після війни
Учасник Параду Перемоги 24 червня 1945 року на Червоній площі в Москві. Після війни продовжував службу в дивізії імені Дзержинського військ НКВС-МВС.
З 1955 року капітан Д. А. Сторожев в запасі. Працював інструктором по зоні Реутовської МТС Балашихинського міськкому партії, займався господарство району, потім був секретарем парткому радгоспу «Серп і молот». У 1959 році заочно закінчив агрономічне відділення Загорського сільськогосподарського технікуму, а потім в 1964 році — Всесоюзний заочний сільськогосподарський інститут в Балашисі за спеціальністю економіст-організатор.
21 квітня 1971 року Д. А. Сторожев був обраний головою колгоспу імені Кірова Балашихинского району, переживавшего важкий період. Не вистачало кормів, по надоях молока господарство було найбільш відстаючим в районі. Д. А. Сторожев почав свою діяльність з організації диспетчерської служби. Потім провів у колгоспі заходи по меліорації — для затримання талих вод були побудовані загати. Під його керівництвом проводилися роботи з проектування штучних водойм, і вже до 1976 року їх було побудовано шість. Потім була введена в дію зрошувальна система, і все 4,5 тисячі гектарів ріллі стали поливними. Позитивну роль зіграв і науковий підхід до голови добрив.
За 24 роки Д. А. Сторожев буквально перебудував господарство і привів його до небувалого розквіту. Основними напрямками колгоспу були: молочне тваринництво, рослинництво з закритим ґрунтом і звірівництво. Були цехи переробки сільськогосподарської продукції, молокозавод, було розвинене бджільництво. Колгосп входив в першу десятку передових господарств країни. В середньому продавали державі від стада в 1150 голів 5262 тонни молока, 150—200 тонн м'яса вирощуються за методом загущеної посадки 1500—2000 тонн картоплі, понад 6000 тонн овочів, 65-70 тисяч шкурок норки, разводимой на звероферме, більше 3 мільйонів штук квітів. Щовесни до дня 8 Березня москвичі могли придбати прекрасні тюльпани.
Колгосп імені Кірова С. М. був постійним учасником ВДНГ. Голова Д. А. Сторожев домігся високої продуктивності і врожайності полів, при ньому були побудовані своїми силами 2 нових тваринницьких комплексу, тепличний комбінат. Будувався агромістечко з 5 — і 9-поверховими будинками міського типу і з усіма зручностями. Житло людям надавалася безкоштовно. У містечку була школа з сільськогосподарським ухилом: у ній готували трактористів, водіїв, майстрів машинного доїння, звіроводам. Тут були дитячий комбінат, будинок побуту, аптека, бібліотека, поліклініка, перукарня. Введено в дію спортивний комплекс із закритим басейном. Колгосп брав участь у будівництві 3-х санаторіїв в Єсентуках, Анапі, Сочі. В 3-х побудованих в колгоспі столових працівників годували безкоштовно, а після зауваження зверху, встановили мінімальні ціни.
У 1980-ті роки колгосп відвідали делегації з 56 країн, а фермери Америки, Ізраїлю, Південної Кореї глибоко вивчали артільний досвід. У 1985 році Д. А. Сторожеву було присвоєно звання «Заслуженого працівника сільського господарства УРСР».
Указом Президента СРСР від 28 листопада 1991 року за досягнення високих стійких результатів у виробництві сільськогосподарської продукції та великий особистий внесок у вирішення соціальних питань Сторожеву Дмитру Andrianoviču присвоєно звання Героя Соціалістичної Праці з врученням ордена Леніна і золотої медалі «Серп і Молот».
З 2000 року на пенсії. Жив у місті Залізничний (нині — мікрорайон міста Балашиха) Московської області, був персональним пенсіонером союзного значення. Помер в 2009 році. Похований на Пуршевському кладовищі в Залізничному.

## Нагороди
- Медаль «Серп і Молот» (1991);
- Орден Леніна (29.08.1986);
- Орден Леніна (28.11.1991);
- Орден Вітчизняної війни II ступеня(11.03.1985)[3];
- Орден Трудового Червоного Прапора(08.04.1971);
- Орден Знак Пошани(12.04.1979);
- Медаль «За бойові заслуги»(23.05.1952);
- Медаль «В ознаменування 100-річчя з дня народження Володимира Ілліча Леніна» (6 квітня 1970);
- Медаль «За перемогу над Німеччиною у Великій Вітчизняній війні 1941—1945 рр.» (9 травня 1945[4]);
- Медаль «20 років перемоги у Великій Вітчизняній війні 1941—1945 рр.» (7 травня 1965[5]);
- Медаль «30 років перемоги у Великій Вітчизняній війні 1941—1945 рр.»[6];

## Пам'ять
- На могилі встановлено надгробний пам'ятник.